# オブリヴィオン・ウィズ・ベルズ
オブリヴィオン・ウィズ・ベルズ (OBLIVION with Bells) は、アンダーワールドのアルバム。発売は2007年10月3日(日本先行発売。イギリスは2007年10月15日)。
約200曲におよぶ新曲の中から、アンダーワールドの2人に加え、彼らのサポートDJ/エンジニアであるダレン・プライスや、ブライアン・イーノ、U2のドラマーのラリー・マレン・ジュニア(ラリーは演奏にも参加)によって選曲された11曲で構成されている。
レコーディングはアンダーワールド所有のレモンワールド・スタジオだけでなく、『BREAKING and ENTERING』サントラ制作で利用したアビー・ロード・スタジオでも行われた。
制作開始当初、BBC Radio 1の伝説的DJ、ジョン・ピールにデモ音源を渡し、共同プロデュースをしてもらう計画があったが、2004年のジョンの死去により変更された。

## 収録曲
全曲Rick Smith and Karl Hyde作曲
1. Crocodile
2. Beautiful Burnout
3. Holding the Moth
4. To Heal
5. Ring Road
6. Glam Bucket
7. Boy, Boy, Boy
8. Cuddle Bunny vs The Celtic Villages
9. Faxed Invitation
10. Good Morning Cockerel
11. Best Mamgu Ever

日本盤のみのボーナス・トラック
1. Loads of Birds

BONUS DVD: BOOK OF JAM - VIDEO (スペシャル・エディションのみ。収録時間: 23分)
1. Crocodile (Video)
2. Tokyo Makuhari (Slide Show)
3. Metal Friend (Video)
4. Abbey Road (Slide Show)
5. Good Morning Cockerel (Video)
6. Rez (Live) (Video)
7. ArtJam (Slide Show)

## 日本での発売形態 (CDフォーマット)
| 発売日        | レーベル | カタログ番号 | 備考                             |
| 2007年10月3日 | Traffic  | TRCP 10      | 通常盤CD                         |
| 2007年10月3日 | Traffic  | TRCP 11-12   | スペシャル・エディション(CD+DVD) |